# Xian Dongmei
Dans ce nom chinois, le nom de famille, Xian, précède le nom personnel.
Xian Dongmei, née le 15 septembre 1975 à Sihui, est une judokate chinoise ayant évoluant dans la catégorie des moins de 52 kg (poids mi-légers). Elle compte à son palmarès un titre de championne olympique obtenu en 2004 à Athènes. Victorieuse de la Française Annabelle Euranie en demi-finale de ce tournoi olympique, elle vainc la Japonaise Yuki Yokosawa lors de la finale pour s'emparer de la médaille d'or. Très peu présente sur la scène internationale au cours de sa carrière, elle ne participe que très occasionnellement à de grandes compétitions. Ainsi, elle remporte une médaille d'or à l'Universiade en 2001, la médaille d'argent aux Jeux asiatiques de 2002, deux compétitions organisées sur le continent asiatique. C'est en 2004 qu'elle fait sa première apparition sur les grands tournois européens qualificatifs pour le rendez-vous olympique d'Athènes. Elle remporte à cette occasion le Tournoi de Paris puis le Tournoi de Hambourg, deux épreuves de la coupe du monde de judo.
Elle effectue son retour en Europe en janvier 2008 à l'occasion du Tournoi de Paris qu'elle remporte à quelques mois des Jeux olympiques d'été de 2008.

## Palmarès

### Jeux olympiques
- Jeux olympiques de 2004 à Athènes (Grèce)
  -  Médaille d'or dans la catégorie des moins de 52 kg (poids mi-légers)
- Jeux olympiques de 2008 à Pékin (Chine)
  -  Médaille d'or dans la catégorie des moins de 52 kg (poids mi-légers)

### Tournois majeurs
- 2 podiums au Tournoi de Paris (1er en 2004 et 2008).
- 1 podium au Tournoi de Hambourg (1er en 2004).